# 袋狸目
袋狸目（Peramelemorphia）是包括了袋狸及兔袋狸的一目，接近「雜食性有袋類」的主支。其下所有成員都是澳洲及新畿內亞的原住民，大部份都有袋狸的體態：肥胖、弓背、尖長的吻、很大的耳朵、幼長的腳及幼的尾巴。牠們的體型介乎140克至2公斤，大部份都有約1公斤重。

## 演化關係
袋狸目在有袋類中的位置一直被受討論。現時有兩個形態特徵顯示與其他有袋類是有演化關連的，包括腳掌的類型及牙齒。
所有袋狸目的成員都是多門齒類動物，共有三對下門齒。這顯示牠們是從肉食性的袋鼬目演化而來。另一方面，牠們的腳上有不尋常的地方，第二及第三趾是融合在一起的，即併指症，是雙門齒目的特徵。
一些學者認為袋狸目下的袋狸類是從肉食性的有袋類演化而來，故保留了多門齒的齒列，並獨自的演化出併指的後腳。另一些則認為併指是很難從演化兩次而來，估計牠們是從像負鼠的雙門齒目演化而來，再行演化出額外的牙齒。第三種意見指牠們是演化自原始的肉食動物，並發展出適合攀樹的拼指後腳，而雙門齒目從此分裂出來，並演化出兩顆牙齒的顎部。分子分析研究卻沒有為不明的情況提供解答，但無論牠們與其他有袋類的關係如何，牠們都必然是最遠的親屬。

## 科學分類
以下是袋狸目的有關分類：
- 微獸目（Microbiotheria）：現存只有1個物種。
- 袋鼬目（Dasyuromorphia）：3個科內共71個物種。
- 袋狸目（Peramelemorphia）：包括袋狸及兔袋狸，共有20個現存物種，3個已滅絕。
  - 兔袋狸科（Thylacomyidae）：現存1個物種，1個已滅絕。
  - †豚足袋狸科（Chaeropodidae）：1個絕滅物種。
  - 袋狸科（Peramelidae）：19個現存物種，1個已滅絕。
    - 袋狸亚科（Peramelinae）
    - 新几内亚袋狸亚科（Peroryctinae）
    - 刺袋狸亚科（Echymiperinae）

  - †Yaraloidea
    - †Yaralidae：2個已描述的化石物種
- 袋鼹目（Notoryctemorphia）：袋鼴屬下共2個物種。
- 双门齿目（Diprotodontia）：11個科下約有117個物種，包括樹熊、袋熊、負鼠、袋鼠等。

在GBIF上，袋狸目包含以下科：
- †豚足袋狸科 Chaeropodidae
- 袋狸科 Peramelidae
- 兔袋狸科 Thylacomyidae
- Yaralidae

科的地位未定的属：
- Bulungu Gurovich et al., 2013
- Galadi Travouillon, Gurovich, Beck & Muirhead, 2010
- Kutjamarcoot Chamberlain et al., 2015
  - Kutjamarcoot brevirostrum Chamberlain, Travouillon, Archer & Hand, 2016[1]
- Silvicultor Travouillon, Louys, Price, Archer, Hand & Muirhead, 2017